# Секретариат за земеделска политика
Секретариат за земеделска политика (на португалски: Secretaria de Política Agrícola — SPA) е специализиран орган на Mинистерството на земеделието на Бразилия, който планира и изпълнява мерки за подкрепа на селскостопанското производство.
Дейността на секретариата се опира на три основни стълба от мерки. Първият е осигуряване на ресурси за финансиране на агробизнеса с цел усъвършенстване на производството и поддръжката на материално-техническата база. Вторият стълб от мерки е насочен към поддържането и изравняването на цените на селскостопанските продукти посредством системата на държавните поръчки. Третият стълб от мерки, които предприема секретариатът, е насочен към подобряване на системата за управление на земеделския риск чрез субсидиране на земеделски застрахователни програми, както и чрез управлението на Програмата за гаранция на селскостопанската дейност и Земеделското зониране на климатичния риск. В компетенциите на секретариата е да координира дейностите по изготвяне на Плана за земеделието и животновъдството (PAP), който представлява национална стратегия за планиране и управление на политиките, насочени към бразилския селскостопански сектор. Планът консолидира всички действия, програми и правителствени политики, насочени към сектора, които са от решаващо значение за вземането на решения от страна на производителите и другите субекти, ангажирани в бразилския агробизнес.

## Структура
Към секретариата работят три департамента – Департаментът за аграрна икономика (Departamento de Economia Agrícola – Deagri); Департамент за маркетинг и снабдяване със селскостопански продукти (Departamento de Comercialização e de Abastecimento Agrícola e Pecuário – Deagro); Департамент за управление на земеделския риск (Departamento de Gestão de Risco Rural – Deger).
Основно място в програмата на Департамента за аграрна икономика (DEAGRI) заема наблюдението и насърчаването на внедряваните в селското стопанство на частни и обществени ресурси. Подпомага нормативната уредба и ефективността на селскостопанското кредитиране, за целта на което използва данни и статистики от обществен и частен характер. Следи икономическите условия в национален и световен мащаб, имащи отношение към агробизнеса. Извършва мониторинг на пазара със селскостопански суровини като торове, пестициди и селскостопанска техника.
Департаментът за маркетинг и снабдяване (DEAGRO) развива дейност, насочена към разработване на политики и действия за гарантиране на доставките на селскостопански изделия и на техните цени при производителя, което се осъществява посредством система за изкупуване на продукция от производителите при определени минимални изкупни цени на продуктите, които департаментът консолидира в Политика за гарантиране на минималните цени (PGPM). Политиката за гарантиране на минималните цени на земеделските продукти, в сила от 1966 г., оказва важно влияние върху селскостопанската политика на страната и върху поведението на производителите и смекчава ефекта от варирането на цените, което е характерно за пазара на земеделски стоки. Политиката се осъществява посредством изкупуване на излишъка или финансиране на неговото съхраняване, когато изкупните цени са по-ниски от минималните гарантирани.
Департаментът за управление на земеделския риск (DEGER) извършва изследвания и проучвания, насочени към формулирането и прилагането на политиките за управление на рисковете в селскостопанския сектор. Департаментът управлява Програмата за субсидиране на застрахователните премии по земеделските застраховки. Програмата улеснява достъпа на производителите до земеделски застраховки чрез изплащане от страна на държавата на част от застрахователната премия, която производителят дължи на застрахователя, с когото е сключил договор за застраховане на селскостопанската продукция.
Друга важна програма, ръководена от департамента, е програмата Проагро, която е насочена към кредитиране на дребните и средни производители.